# 片目のジャック (映画)
『片目のジャック』（かためのジャック、One-Eyed Jacks）は、1961年のアメリカ合衆国の西部劇映画。マーロン・ブランド主演・監督。ブランド唯一の監督作品。
1963年までに米国で製作・公開され、作品中に著作権表記があるものの、公開から28年以内にリニュー（著作権再登録）をしなかった、または手続き不備のために米国の法律で権利放棄と見なされた（著作権再登録された場合は通常の保護期間）ために、現在パブリックドメインとなっている。
元々この映画はスタンリー・キューブリックが監督する事となっていた。しかし意見の対立やキューブリックの多忙などによりブランドが監督を兼ねる事となった。

## ストーリー
1880年のメキシコ。リオとダッドの2人は銀行強盗を働くが、ダッドは裏切って金を持ち逃げし、リオは捕まって投獄された。
5年後、リオは獄中で気の合ったモデストと共に脱獄、さらに途中で知り合ったボブとハーヴェイと共に、カリフォルニアの町モントレーにやってくる。そこではダッドが保安官に収まっており、彼にはメキシコ人の妻マリアと彼女の連れ子のルイザがいた。リオはルイザと恋仲になっていくが、自分の過去を知るリオを嫌うダッドは、彼を追い払おうと、リオがならず者を撃ち殺したことを口実に、リオを鞭打ちにし、銃を使えないように利き腕の指を折って追放する。
リオはルイザを本気で愛するようになり、彼女と駆け落ちしようと考える。一方、リオに見切りをつけたボブとハーヴェイは当初の計画通りに銀行強盗を働くが失敗、ボブは死に、ハーヴェイは逃亡する。リオによる計画と判断したダッドはリオを逮捕する。絞首刑を待つばかりとなったリオはルイザからリオの子を妊娠したと告げられる。マリアは娘の幸せのためにリオの処刑をやめてほしいとダッドに懇願するが、ダッドは怒りに任せてマリアを侮辱する。
ルイザが持ち込んだ銃を使って脱獄に成功したリオは町を出て行こうとするが、そこにやってきたダッドと撃ち合いとなり、ダッドを射殺する。ルイザと共にその場から逃げるが、町外れでルイザに別れを告げ、ルイザの出産後の再会を約束する。

## キャスト
※括弧内は日本語吹替
- “キッド”リオ: マーロン・ブランド（田口計）
- ダッド・ロングワース: カール・マルデン（島宇志夫）
- ボブ・エモリー: ベン・ジョンソン（森山周一郎）
- ルイザ・ロングワース: ピナ・ペリサー（英語版） - ダッドの義理の娘。
- マリア・ロングワース: ケティ・フラド - ダッドの妻。ルイザの母親。
- カーヴェイ: エリシャ・クック - 銀行員。
- ロン・デドリック: スリム・ピケンズ - 保安官代理。ダッドの部下。
- チコ・モデスト: ラリー・デュラン
- ハーヴェイ・ジョンソン: サム・ギルマン

※フジテレビ版：初回放送1971年4月23日『ゴールデン洋画劇場』

## 作品の評価
Rotten Tomatoesによれば、16件の評論のうち高評価は56%にあたる9件で、平均して10点満点中6.15点を得ている。